# Hybridní vzducholoď
Hybridní vzducholoď je letadlo kombinující v sobě prvky vzducholodě a letounu. Zařízení využívá nejčastěji odlehčení héliem a tvar uzpůsobený pro dynamický vztlak (vztlakové těleso). Hybridní vzducholoď ale zůstává těžší než vzduch. Toto zařízení by teoreticky mělo mít proti klasickému letadlu některé výhody. Mělo by například vyžadovat kratší přistávací dráhu, která by ani nemusela být nijak zvlášť upravena, či by mělo přistávat a vzlétat kolmo k zemi. 

## Firmy a jejich koncepty
V současnosti vyvíjí tyto prostředky například firma Lockheed Martin na objednávku od vlády USA, firma Solarship či firma Aeros. Zařízení firmy Lockheed Martin by mělo být schopno vydržet ve vzduchu až tři týdny a vzlétávat i přistávat za pomocí vznášedlových (vrtulových) podvozků. Verze od firmy Solarship využívá k získávání energie i fotovoltaické články a její podvozek má kola. Verze od Aerosu by měla být schopná přistávat kolmo k zemi díky systému, v kterém se hélium stlačí do malého objemu a vysáté komory naplní vzduchem. Vzlet by měl využívat tohoto systému v opačném provedení. Firma Aeros své řešení nazývá Cargo Airship. 

## Historie
Koncept hybridní vzducholodi není ve světě letectví žádnou novinkou, dříve však byla jejich realizace a zařazení do běžného provozu prakticky nedosažitelná. Většinou se vznikly jen patenty či ojedinělé samostatné modely. 
Roku 1869 poprvé vzlétl asi nejstarší pokusný model hybridní vzducholodi Avitor Hermes, zkonstruovaný Frederickem Marriotem. Měl vodíkový balón vřetenovitého tvaru, křídla tvaru delty a ocasní plochy. Byl 11 metrů dlouhý a měl hmotnost 38 kg. Pohon zajišťoval parní stroj na alkohol o výkonu 750 W. Zařízení bylo úspěšné a u přihlížejících vzbudilo nadšení. Vynálezce ale nedokázal sehnat žádného štědrého sponzora a tak jeho koncept i hybridní vzducholodě obecně upadly do zapomnění.
Roku 1905 prováděl Alberto Santos-Dumont pokus, při kterém připoutal letadlo 14 k vřetenovitému balónu, ovšem ve výsledku fungoval letoun 14-bis lépe bez vzducholodi. Na pokus se zapomnělo a tak nikterak neovlivnil letecký průmysl. 
Na sklonku padesátých let tuto koncepci znovuobjevila firma Aereon Corporation inspirujíc se prý návrhem dr. Solomona Andrewse ze sklonku 19. století. Nakonec tedy firma postavila hned několik ztužených hybridních vzducholodí Aereon. Navrhl je a postavil John R. Fitzpatrick. Navrhl koncepci se třemi vzducholodními trupy které spojoval nosný profil. Motory umístil na jejich zadní konce. První byl veřejnosti představen model Aereon 3, zkonstruovaný roku 1962. Další projekty se měly nést v duchu modernějšího a rychlejšího zařízení využívající deltovitého vztlakového tělesa.
V 80. letech se ve státech Oregon a New Jersey zrodily projekty poletujících jeřábů. Velice neobvyklým konceptem byl CycloCrane. Gondola byla zavěšená na dlouhých lanech a nad ní rotoval aerostat s nosnými plochami. Piasecki Heli-Stat pro změnu spojil princip vzducholodě s využitím helikoptéry. Jako gondoly měl čtyři helikoptéry Sikorsky S-58. Zařízení Heli-stat PA- 97 však brzy postihla nehoda. Během letu 1. července 1986 blízko Lakehurst stroji odpadla pravá zadní gondola, následně pak další tři.
Ke konci posledního desetiletí 20. století začal zájem o hybridní vzducholodě opět nenápadně růst. Využití bylo zamýšleno v oblasti civilní i vojenské. Bylo založeno několik firem zabývajících se jejich stavbou. V posledním roce milénia uvedla svůj projekt britská firma World SkyCat Ltd se sídlem v Oxfordu. Projekt se nazýval SkyCat a demonstrován byl zařízením SkyKitten.. Byl to sice jen model, měřil však 12 metrů. Těleso měl model neztužené, takže potřebnou tuhost získalo až po natlakování. Tvar obalu a vnitřní lanové výztuhy ho zformovali do podoby dvou vřeten po délce spojených. Psalo se o něm proto jako o katamaránu. Plynové oddíly byli tři, ale prostřední byl znatelně méně dlouhý. Právě pod tím byla umístěna gondola. Model byl poháněn čtyřmi dmýchadly s ochranou zajištěnou kruhovými aerodynamickými kryty. Podvozek nahradily dva nafukovací útvary podélného tvaru pod postranními trupy aerostatického tělesa. Měly se podobat plánovanému vznášedlovému podvozku skutečných SkyCatů. Testy vykázali kladné výsledky a firma dále prohlásila, že postaví rovnou tři typy skutečných hybridních vzducholodí a to během pár let. SkyCat-20 byl projektován jako 81 metrů dlouhý a s rychlostí 75 km/h měl být schopný převážet 20 tun zátěže. Střední SkyCat-220 byl zamýšlen jako 185 metrů dlouhý, jeho nosnost měla dosahovat až hodnoty 220 tun a SkyCat 1000 měl měřit dokonce 307 metrů. Všechny tyto lodě byly určeny k přepravě pasažérů v civilní dopravě, zažehnávání požárů, převážce nákladu a k držení hlídek nad oceány. V dalších letech se rozšířili zprávy o finančních potížích firmy a plán se začal opožďovat.
Koncepce hybridní vzducholodě byla zajímavá pro americkou vojenskou agenturu DARPA. Roku 2005 se započal projekt velikého nosiče s nosností plánovanou v hodnotách 500 až 1000 tun. Není plánováno aby se takovéto stroje zúčastnily boje ale mají jen sloužit k přepravě. Program dostal označení HULA či Walrus, což znamená mrož.